# Focheto
Focheto ist ein spanischer Ort in den Pyrenäen in der Provinz Huesca der Autonomen Gemeinschaft Aragonien. Er liegt westlich von Salvatierra de Esca auf der anderen Seite des Esca.